# Richard Machowicz
Richard John Machowicz, soprannominato Mack (Detroit, 30 maggio 1965 – Pearland, 2 gennaio 2017), è stato un militare e personaggio televisivo statunitense.
Era un ex Navy SEAL e presentatore di programmi su Discovery Channel e Military Channel, tra cui Armi del futuro. È stato l'ultimo membro (in ordine temporale) ad unirsi allo show di Spike, Deadliest Warrior.

## Biografia
Machowicz è nato nel 1965 a Detroit, Michigan. Secondo la sua biografia sul sito di Discovery Channel, "ha partecipato in numerose operazioni tattiche con il Team One ed il Team Two dei SEAL. Mentre operava nel team TWO, è stato uno scout ed un tiratore scelto nei reparti speciali (Naval Special Warfare Scout/Sniper), così come si è anche unito al quadro di addestramento del Leading Petty Officer of Land, Mountain and Arctic Warfare."
Ha fondato il Bukido Institute, così come il  Bukido Training System, che "insegna una filosofia di performance che usa combattimenti non armati come un sentiero per esplorare le dinamiche del dubbio, esitazione, indovinazione, stress, dolore, fatica e paura." Ha anche servito come specialista per la protezione individuale di molti individui di alto profilo che ruotavano attorno alle sfere politiche, del business mondiale e dell'industria dell'intrattenimento.
Il 2 gennaio 2017, a 51 anni, Machowicz è morto - per un cancro al cervello al quarto stadio - a Pearland, Texas. Ha lasciato la moglie, Mandy Leggio Machowicz, due figlie, Josephine e Valentina ed i suoi genitori. I suoi funerali si sono svolti il 6 gennaio 2017 nella chiesa cattolica di St. Helen a Pearland, Texas.
Anche se era cattolico, Machowicz seguiva il Buddhismo Zen ed era inoltre un sacerdote buddista.

## Filmografia parziale

### Cinema
- Gamer, regia di Mark Neveldine e Brian Taylor (2009)

### Televisione
- Pensacola - Squadra speciale Top Gun (Pensacola: Wings of Gold) – serie TV,  1 episodio (1998)
- Rome Is Burning – serie TV, 1 episodio (2008)
- America. Ultima frontiera (America: The Story of Us) – serie TV, 6 episodi (2010)
- Mankind: The Story of All of Us – serie TV, 12 episodi (2012)
- Corpi Speciali Ultima Sfida – serie TV, 6 episodi (2013)

## Programmi televisivi
- The Gift (2005) presentatore TV
- Armi del futuro - 30 episodi (2005-2008) presentatore e produttore
- Deadliest Warrior - 10 episodi (2011) presentatore TV